# ETCRRM

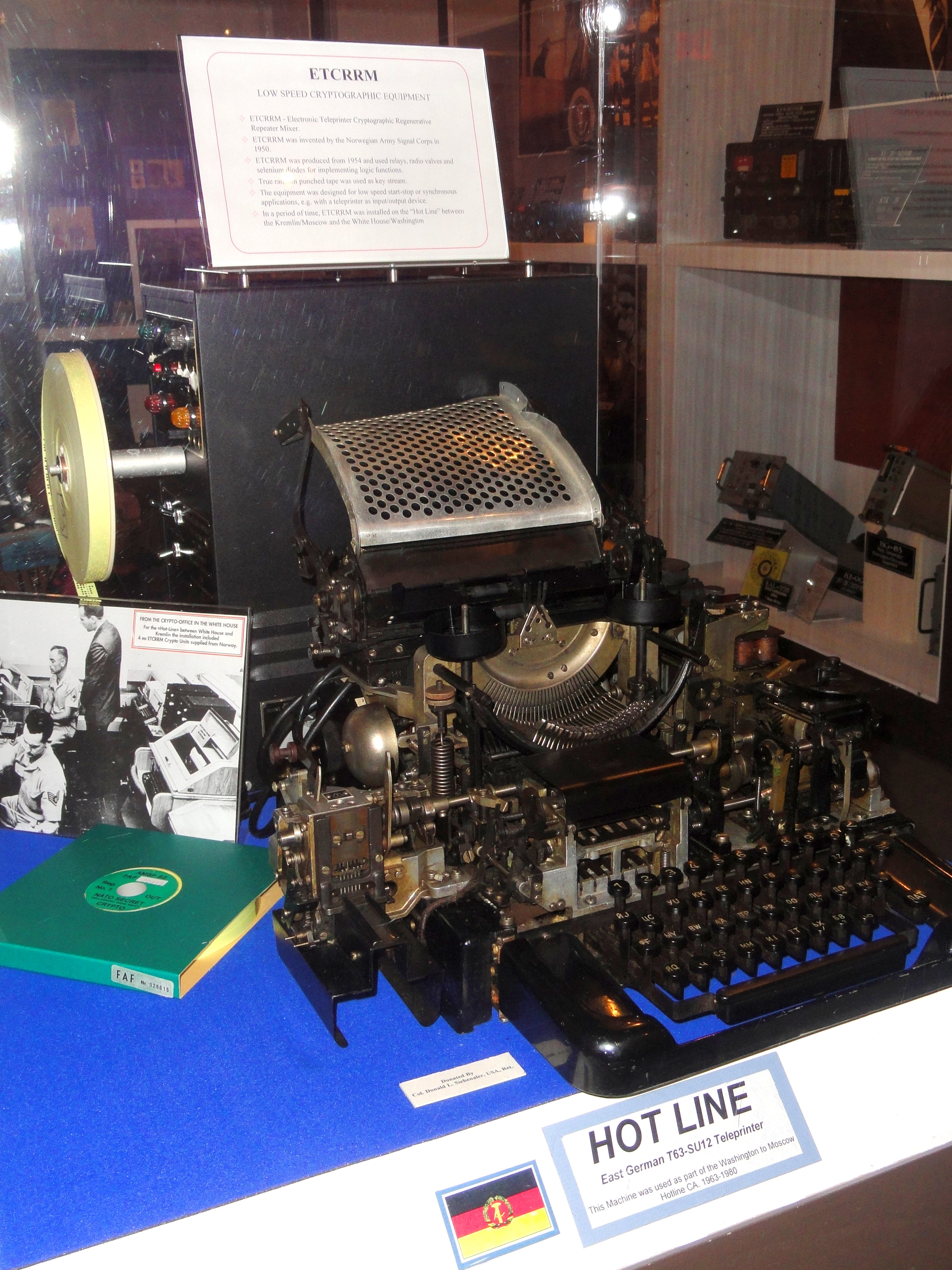
Die Chiffriermaschine im National Cryptologic Museum

ETCRRM war eine auf dem One-Time-Pad (OTP) basierende norwegische Chiffriermaschine, die etwa zwischen 1953 und 1958 von Standard Telefon og Kabelfabrik (STK) in Oslo entwickelt und während des Kalten Krieges international verwendet wurde, insbesondere von NATO-Staaten.

## Name
Das Akronym stand für englisch Electronic Teleprinter Cryptographic Regenerative Repeater Mixer (deutsch etwa: „Elektronischer Fernschreiber [mit] kryptografischem regenerativem wiederholendem Mischer“).

## Geschichte

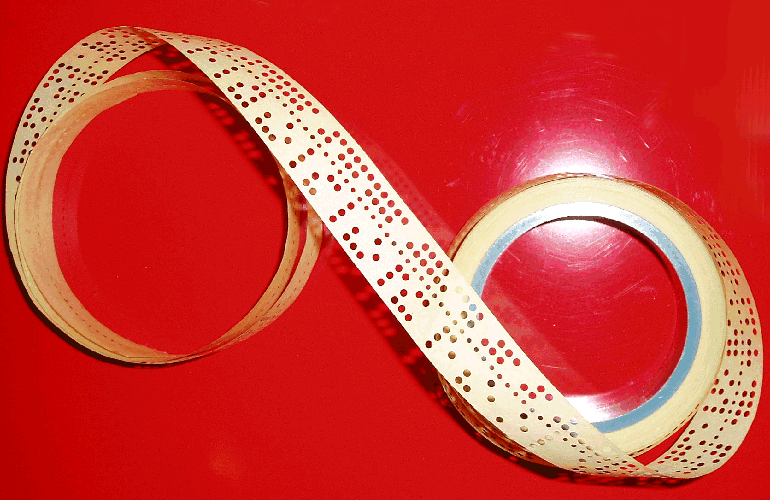
Ein 5-Kanal-Lochstreifen

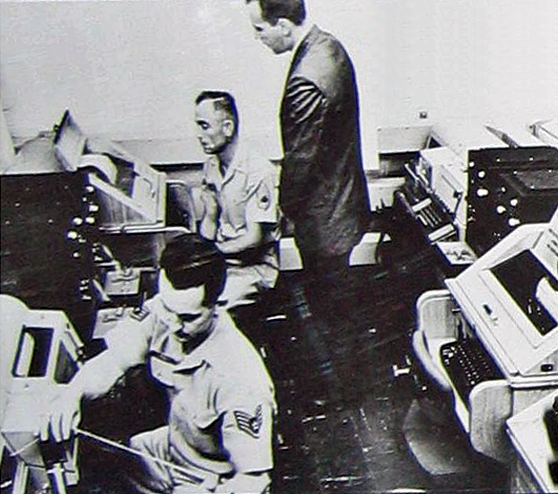
Fernschreibraum unterhalb des Weißen Hauses mit mehreren ETCRRM

Die Maschine wurde maßgeblich durch den norwegischen Ingenieur Bjørn Rørholt entwickelt und war als norwegische Alternative beziehungsweise Ergänzung zur britischen 5‑UCO und zur amerikanischen Sigtot konzipiert. Wie diese, nutzte auch die ETCRRM das kryptographisch sichere Prinzip eines One-Time-Tapes – ein Lochstreifen, mit nur einmal zu benutzendem Zufallstext. Wie im Bild hatte der Lochstreifen fünf Bit, jedoch anders als dieser enthielt er nur Zufalls-Bits, welche den Schlüssel des Verschlüsselungsverfahrens repräsentierten. Zur Verknüpfung (XOR) von Klartext und Schlüssel bei der Verschlüsselung beziehungsweise Geheimtext und Schlüssel bei der Entschlüsselung, diente als wesentliche Komponente ein Mischer. Dieser war mithilfe der damaligen Röhrentechnik realisiert worden (siehe auch: Kryptologischer Mischer).
Der Lochstreifen befand sich auf einer Rolle, die an der rechten Seite oder an der Front der Maschine angeordnet war (gelbes Band im Bild oben). Nachdem der Lochstreifen durch einen Lochstreifenleser abgetastet worden war, lief er in einen Abfallbehälter und wurde anschließend vernichtet.
Genutzt wurde die norwegische Maschine während des Kalten Krieges von mehreren Staaten und ihren Diensten, unter anderem für den sogenannten „Heißen Draht“, der ständigen Fernschreibverbindung zwischen der Sowjetunion und den Vereinigten Staaten. Zuweilen wird diese auch als das „Rote Telefon“ bezeichnet, was aber nicht die Wahrheit trifft, denn diese wichtige Verbindung war eine fernschriftliche – keine fernmündliche. Man hatte dies bewusst so entschieden, um möglichen Missverständnissen vorzubeugen, die bei mündlicher Kommunikation auftreten können, insbesondere in angespannter Lage. Weiterer Vorteil dieses Verfahrens war, dass beide Seiten außer der ETCRRM ausschließlich nichtgeheime Technik, wie gewöhnliche Fernschreiber, nutzen konnten. Zuvor musste natürlich ausreichend viel Schlüsselmaterial in Form von geheimen Lochstreifen ausgetauscht worden sein.